# Абаньомська мова
Абаньо́мська мо́ва (англ. Abanyom language) — одна з мов Нігерії. Належить до бакорської групи нігеро-конголезьких мов. Поширена в штаті Крос-Ривер, в районі місцевого самоврядування Іком, у селищі Абангканг та його околицях. Станом на 1986 рік носіями мови було близько 12,5 тисяч осіб. Має лексичну подібність до інших бакорських мов: ннамської (72 %), нкем-нкунської (71 %), екаджуцької (66 %–68 %), нде-нселе-нтаської (65 %–67 %) і ефутопської (56 %). Мова домашнього вжитку; в офіційному спілкуванні використвується нігерійський піджин, а в школі — англійська. Система письма на основі латинського алфавіту.

## Назви
- Абаньомська мова, або Абаньом (англ. Abanyom language)[1]
- Абанюмська мова, або Абанюм (англ. Abanyum language)[1]
- Бефумська мова, або Бефун (англ. Befun language)[1]
- Бофонська мова, або Бофон (англ. Bofon language)[1]
- Мбофонська мова, або Мбофон (англ. Mbofon language)[1]

## Класифікація
Згідно з Ethnologue:
1. Нігеро-конголезькі мови
  1. Атлантично-конголезькі мови
    1. Вольта-конголезькі мови
      1. Бенуе-конголезькі мови
        1. Бантоїдні мови
          1. Південні мови
            1. Екоїдні мови
              1. Бакорські мови
                1. Абаньомська мова